# Kitúr-lak
A Kitúr-lak (eredeti címe: Madhouse) 1990-es amerikai fekete humorú vígjáték, amelyet Tom Ropelewski írt és rendezett. A főbb szerepekben John Larroquette, Kirstie Alley és Alison La Placa. 1990. február 16-án mutatták be az Egyesült Államokban. Magyarországon 1992. június 26-tól futott a mozikban.

## Cselekmény
Mark Bannister tőzsdeügynök és felesége, a műsorvezető Jessie, idilli kaliforniai életet élnek. A fordulat akkor áll be, mikor Mark unokatestvére, Fred és annak várandós felesége, Bernice, a nyakukon ragadnak. Később betoppan Jessie húga, Claudia, aki összeveszett gazdag férjével, és válófélben vannak. Mark próbálja meggyőzni Fredet, hogy álljon ki magáért, de a férfi félreérti őt, és elmegy, hogy megtalálja önmagát. Eközben megjelenik Claudia fia, Jonathan, aki szintén hozzájuk költözik. Jessie megpróbálja összeboronálni húgát a gazdag szomszéddal, Dale-lel, azonban véletlenül felgyújtják a férfi villáját. Ennek következtében Dale és a két gyermeke, C.K. és Katy is beköltöznek Markékhoz.
Mark segít munkát találni Jonathannek az irodájában, de a házaspár apránként kiszorul a saját házukból. Jonathan drogszállítmányára lecsap a rendőrség, és lerombolják Markék házát. Jessie élő adásban idegösszeomlást kap. A házaspár úgy dönt, hogy elhagyják a várost. Mikor mentenék a menthetőt, megtudják, hogy Bernice nem volt terhes. Utolsó cseppként a pohárban elzavarják Bernice-t, Dale-t és a gyerekeit, valamint Claudiát. A kiérkező rendőrség bocsánatot kér, és mivel elvesztették a bizonyítékot, kártalanítást kínálnak. Mark és Jessie Malibura költöznek, amikor meglátogatják őket a szüleik.

## Szereplők
| Szerep           | Színész          | Magyar hang                   | Magyar hang              |
| Szerep           | Színész          | 1. magyar változat (Intercom) | 2. magyar változat (MGM) |
| ---------------- | ---------------- | ----------------------------- | ------------------------ |
| Mark Bannister   | John Larroquette | Zubornyák Zoltán              | Kapácsy Miklós           |
| Jessie Bannister | Kirstie Alley    | Radó Denise                   | Kökényessy Ági           |
| Claudia          | Alison La Placa  | Spilák Klára                  |                          |
| Fred             | John Diehl       | Kassai Károly                 | Gubányi György István    |
| Bernice          | Jessica Lundy    | Papp Ági                      |                          |
| Jonathan         | Bradley Gregg    | Szokol Péter                  | Berkes Bence             |
| Wes              | Dennis Miller    | Fekete Zoltán                 | Kisfalusi Lehel          |
| Dale             | Robert Ginty     | Breyer Zoltán                 |                          |
| Grindle          | Wayne Tippit     | Breyer László                 | Németh Gábor             |
| Stark            | Paul Eiding      | Teizi Gyula                   |                          |
| C.K.             | Aeryk Egan       | Hamvas Dániel                 | Bogdán Gergő             |
| Karen Kelly      | Heather McNair   | Csere Ágnes                   | Kiss Erika               |
| Russell Fenn     | Mark Manning     | Imre István                   | Törköly Levente          |
| kopasz rendőr    | Mark Bringelson  | Galambos Péter                |                          |
| Dr. Pénisz       | Jack Penix       | Juhász Tóth Frigyes           |                          |

## Fogadtatás

### Kritikai visszhang
A film megítélése vállalhatatlan volt. A Rotten Tomatoeson 0%-os minősítést kapott 7 értékelés alapján. Roger Ebert szerint: „A film többnyire csak kellemes. Néhány alkalommal nagyon vicces, de sosem megy túl a határon, és nem tud olyan mértékben megnevettetni, amire nyilvánvalóan törekszik.” Juan Carlos Coto a Miami Heraldtól azt írta: „A Kitúr-lak  Luis Buñuel Az öldöklő angyal című művének tízcentes megfelelője, amely olyan vacsoravendégekről szól, akik nem tudják rávenni magukat, hogy elhagyják a házat, és végül éhen halnak.”
A Metacritic 30 pontot adott a 100-ból 15 vélemény alapján. Janet Maslin a New York Timestól azt írta: „Ropelewski úr dicséretére legyen mondva, hogy meglehetősen újszerű formáit találja ki a zűrzavarnak, és igyekszik a legtöbb szálat elvarrni, amikor a film véget ér.” Rita Kempley a Washington Posttól azt írta: „A Kitúr-lak kínzó puffanás a moziba járó mazochistáknak. Erre számíthatnak a rossz mozirajongók a pokol mozipalotáiban. Nem, ott valószínűleg már videón van.” Johanna Steinmetz a Chicago Tribune-től azt írta: „A Kitúr-lak Tom Ropelewski író-rendező nem annyira egy ötletet tálal fel, mint inkább lenyomja a torkunkon. Vasakaratúnak kell lenni ahhoz, hogy végigüljük az egész filmet.”

### Bevétel adatai
A Box Office Mojo szerint a film 21 millió dolláros bevételt ért el, a költségvetésről nincs adat.